# Houtsnipperstropharia
De houtsnipperstropharia (Leratiomyces percevalii, synoniem Psilocybe percevalii) is een schimmel die behoort tot de familie Strophariaceae. Hij leeft saprotroof in humus en op houtsnippers, veelal op wat ruderale plekken in parken en plantsoenen.

## Kenmerken
Hoed
De hoed heeft een diameter van 2,5 tot 8 cm. Jonge vruchtlichamen hebben een honinggeel hoed. De kleurt wijzigt later naar geelachtig, witachtig of groezelig olijfgroen. De hoedrand kan velum bevatten. Het hoedoppervlak kleurt me to KOH geel. 
Lamellen
De lamellen lopen af op de steel. De kleur is eerst witachtig en gaat over in paarsachtig grijs tot paarszwart.
Steel
De steel is 4 tot 13 cm lang en tot ongeveer 1 cm dik. Het is fijn behaard. De steelvoet is meestal behaard, met prominente myceliumdraden.
Geur
De geur is radijsachtig.
Sporen
De sporen zijn glad, min-of-meer elliptisch, met kiempore en meten 13-16 × 7-9 µm. Chrysocystidia zijn aanwezig op het lameloppervlak. Cheilocystidia zijn overvloedig aanwezig, clavaat tot cilindrisch van vorm en meten ongeveer 70 × 10 µm;

## Verspreiding
Het houtsnipperstropharia komt voor in Europa en Noord-Amerika. In Nederland komt hij matig algemeen voor. Hij staat niet op de rode lijst en is niet bedreigd.

## Foto's

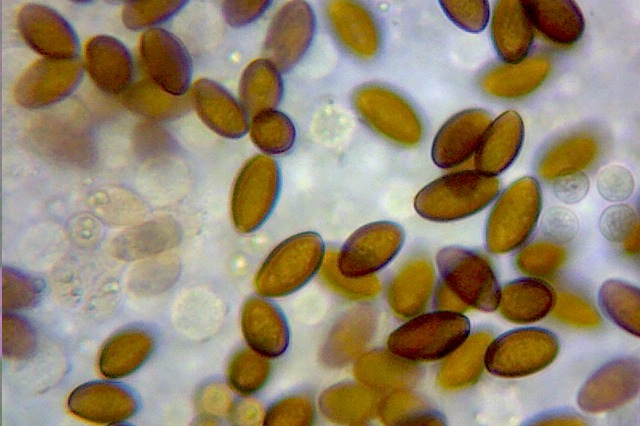
Sporen